# سعيد شربيني
سعيد شربيني هو سياسي أمريكي شغل منصب عضو مجلس النواب في كولورادو من 9 يناير 2023 حتى استقالته في 31 ديسمبر 2023. كان يمثل الدائرة 31 في مجلس النواب بولاية كولورادو.

## مجلس النواب في كولورادو
تم انتخابه في 8 نوفمبر 2022، في انتخابات مجلس النواب في كولورادو 2022 ضد منافسته الجمهورية هايدي بيتشفورث. تولى منصبه في 9 يناير 2023. في عام 2023، وقع شربيني، إلى جانب مشرعين آخرين، على رسالة تدعو إلى وقف إطلاق النار في حرب غزة.
في 18 ديسمبر 2023، أعلن شربيني أنه سيستقيل من منصبه كممثل للدولة اعتبارًا من 31 ديسمبر 2023. وقال إن استقالته جاءت بسبب الأجر المنخفض للمنصب، وساعات العمل الطويلة، والمناخ الاستقطابي والمثير للجدل في مجلس النواب.

## سيرته الذاتية
حصل شربيني على درجة الزمالة في الآداب من كلية ولاية جلف كوست في عام 2006، ودرجة البكالوريوس في الآداب في علم الجريمة من جامعة ولاية فلوريدا في عام 2008، ودكتوراه في القانون من كلية الحقوق الساحلية في فلوريدا في عام 2012. والد شربيني فلسطيني وينحدر من الناصرة، حيث لا يزال العديد من أفراد عائلته يعيشون هناك.